# Xavier Márquez
Xavier Marquez (* Guayaquil, Ecuador, 23 de enero de 1987). es un futbolista ecuatoriano que juega de portero en el Audaz Octubrino de la Segunda Categoría de Ecuador.

## Clubes
| Club                    | País    | Año       |
| ----------------------- | ------- | --------- |
| Emelec                  | Ecuador | 2003-2006 |
| Calvi FC                | Ecuador | 2006      |
| Emelec                  | Ecuador | 2007      |
| Independiente del Valle | Ecuador | 2008      |
| Aucas                   | Ecuador | 2009      |
| Panamá SC               | Ecuador | 2009      |
| Pladín S                | Ecuador | 2010      |
| Guayaquil F.C.          | Ecuador | 2011      |
| Grecia                  | Ecuador | 2011-2012 |
| Mushuc Runa SC          | Ecuador | 2013      |
| Delfín SC               | Ecuador | 2014      |
| Audaz Octubrino         | Ecuador | 2015      |